# 치치 & 총

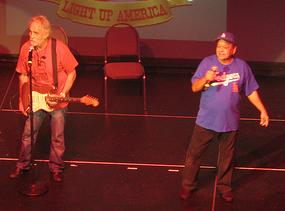
치치 & 총

치치 & 총(Cheech & Chong)은 미국의 코미디 듀오다. 치치 매린(별칭 치치), 토미 총으로 이뤄진 팀으로서 1970년대, 80년대를 풍미했다. 무척 인기가 있어서 순회공연이며 음반녹음이며 장편영화며 가릴 것 없이 폭넓게 활동했다. 이들이 다룬 주제는 히피, 자유 사랑, 마약 등 반문화에 대한 것이다.